# Carlowrightia parviflora
Carlowrightia parviflora là một loài thực vật có hoa trong họ Ô rô. Loài này được (Buckley) Wassh. mô tả khoa học đầu tiên năm 1965.